# 田国良
田国良（1975年8月—），男，满族，河北围场人，中华人民共和国政治人物。毕业于河北科技大学焊接工艺与设备专业。大学学历，工学硕士学位。现任唐山市人民政府市长。第十四届全国人民代表大会河北省代表。

## 生平
1996年6月加入中国共产党，本科就读于河北科技大学。毕业后1997年12月参加工作。曾先后出任河北省机关事务管理局局长、党组书记，河北旅游投资集团股份有限公司董事长、党委书记。2021年6月出任唐山市人民政府副市长、代理市长。2021年8月26日唐山市第十六届人民代表大会第一次会议当选为唐山市人民政府市长。